# Henrika von der Lühe
Henrika von der Lühe, född 6 mars 1638, död 10 februari 1671 i Stockholm, var en svensk kammarjungfru.

## Biografi
Henrika von der Lühe föddes 1638. Hon var kammarjungfru hos änkedrottningen Hedvig Eleonora. von der Lühe gifte sig 17 februari 1670 på Stockholms slott med hovmarskalken Joakim Vilhelm Lützow (1636–1699). von der Lühe avled 1671 på Stockholms slott i barnsäng, oförlöst, och begravdes i Frötuna kyrka.